# UFC 291
UFC 291: Poirier vs. Gaethje 2（ユーエフシー・ツーナインティワン：ポイエー・バーサス・ゲイジー・ツー）は、アメリカ合衆国の総合格闘技団体「UFC」の大会の一つ。2023年7月29日、ユタ州ソルトレイクシティのデルタ・センターで開催された。

## 大会概要

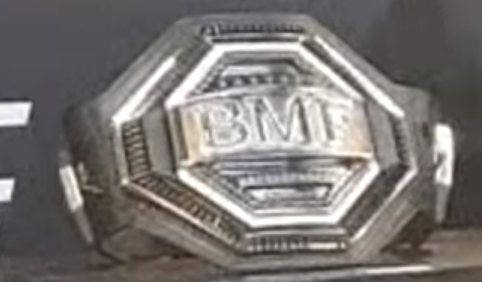
BMFベルト

本大会はダスティン・ポイエーとジャスティン・ゲイジーのライト級戦が組まれ、この試合はUFC 244のホルヘ・マスヴィダル vs. ネイト・ディアス以来となるBMFベルト（Baddest Mother Fuckerの略。最高にイカしたやつの意）が懸けられた。

## 試合結果

### アーリープレリム
第1試合 女子フライ級 5分3R
○  ミランダ・マーベリック vs.  プリシラ・カショエイラ ×
3R 2:11 腕ひしぎ十字固め
第2試合 ウェルター級 5分3R
○  ウロシュ・メディチ vs.  マシュー・セメルスバーガー ×
3R 2:36 TKO（左バックハンドブロー→パウンド）

### プレリミナリーカード
第3試合 ウェルター級 5分3R
○  ジェイク・マシューズ vs.  ダリウス・フラワーズ ×
2R 2:37 リアネイキドチョーク
第4試合 ミドル級 5分3R
○  ロマン・コプィロフ vs.  クラウディオ・ヒベイロ ×
2R 0:33 KO（左ハイキック→パウンド）
第5試合 128.5ポンド契約 5分3R
○  CJ・ベルガラ vs.  ヴィニシウス・サルヴァドール ×
3R終了 判定3-0（29-28、29-28、29-28）
※サルヴァドールの体重超過によりフライ級から変更。
第6試合 ウェルター級 5分3R
○  ガブリエル・ボンフィム vs.  トレヴィン・ジャイルズ ×
1R 1:13 ギロチンチョーク

### メインカード
第7試合 ウェルター級 5分3R
○  ケビン・ホランド vs.  マイケル・キエーザ ×
1R 2:39 ダースチョーク
第8試合 ライト級 5分3R
○  ボビー・グリーン vs.  トニー・ファーガソン ×
3R 4:54 肩固め
第9試合 ヘビー級 5分3R
○  デリック・ルイス vs.  マルコス・ホジェリオ・デ・リマ ×
1R 0:33 TKO（左飛び膝蹴り→パウンド）
第10試合 ライトヘビー級 5分3R
○  アレックス・ペレイラ vs.  ヤン・ブラホヴィッチ ×
3R終了 判定2-1（29-28、28-29、29-28）
第11試合 ライト級 5分5R
○  ジャスティン・ゲイジー vs.  ダスティン・ポイエー ×
2R 1:00 KO（右ハイキック→パウンド）
※ゲイジーがBMFベルト獲得に成功。

### 各賞
ファイト・オブ・ザ・ナイト：該当無し
パフォーマンス・オブ・ザ・ナイト：ジャスティン・ゲイジー、デリック・ルイス、ボビー・グリーン、ケビン・ホランド
各選手にはボーナスとして5万ドルが授与された。

### カード変更
負傷などによるカードの変更は以下の通り。